# 甘溪乡 (施秉县)
甘溪乡，是中华人民共和国贵州省黔东南苗族侗族自治州施秉县下辖的一个乡镇级行政单位。

## 行政区划
甘溪乡下辖以下地区：
甘溪村、望城村、江凯村、盐井村和高碑村。